# Fissidens subfirmus
Fissidens subfirmus är en bladmossart som beskrevs av Hugh Neville Dixon 1921. Fissidens subfirmus ingår i släktet fickmossor, och familjen Fissidentaceae. Inga underarter finns listade i Catalogue of Life.